# The Lucky Ones (Kerli)
The Lucky Ones è il primo singolo del secondo EP, Utopia della cantante estone Kerli. La canzone è stata scritta dopo che il migliore amico della cantante si è salvato dal cancro. Kerli gli ha dedicato la canzone, che per l'appunto recita le frasi We are the lucky ones! (Siamo i fortunati!). Il messaggio della canzone, oltre a mostrare la felicità della cantante per la salvezza del migliore amico, l'ha spiegato lei stessa ed è quello di essere grati di essere vivi e di rispettare la vita e ogni persona che la condivide, perché non bisogna mai giudicare qualcuno se non sai davvero cosa gli sta realmente accadendo. Il video musicale è stato pubblicato nel suo canale YouTube, KerliVEVO nel Dicembre 2012, che rende il messaggio che la canzone esprime.

## Realizzazione
Nel 2011 e nel 2012 Kerli ha pubblicato due video musicali, quello di Army of Love e quello di Zero Gravity e con download digitale. Le due canzoni erano state appunto pubblicate come singoli promozionali del secondo album di Kerli, chiamato Utopia, un album con 12 nuove canzoni. Molte delle canzoni sono state leakkate in rete senza permesso e quindi è stato deciso di trasformare l'album Utopia in un semplice EP dallo stesso nome di sole 6 tracce, ovvero quelle che non erano state leakkate. Il vicepresidente della Universal Motown Records, Chris Anokute, ha annunciato che le canzoni Army of Love e Zero Gravity non sarebbero state incluse nell'EP e che il primo singolo ufficiale sarebbe stato The Lucky Ones. Il giorno in cui l'amico di Kerli si è salvato dalla terribile malattia, Kerli ha annunciato: "ho sempre voluto credere ai miracoli ma quel giorno sono stata talmente fortunata da viverne uno". Subito dopo, iniziò a scrivere la canzone.

## Composizione del brano
La canzone è del genere house con chiari rimandi all'EDM e al Trance. Nei lyric viene ripetuta la frase we are the lucky ones nel ritornello, mentre nelle strofe cita frasi come and when your world is crumbling down I can make it better, and when you're lost, need to be found, I will look forever. Just keep me close, there is no storm that we cannot weather, however high, however low, I will face forever for you, frasi dedicate all'amico.

## Video musicale
Il video musicale è stato pubblicato il 5 dicembre 2012 su YouTube ed è stato diretto da due suoi amici, Brian Ziff e Ethan Chancer. Il video mostra Kerli camminare, cantare e ballare nelle strade di Los Angeles mentre nello stesso momento accadono diverse cose correlate tra loro grazie al significato della canzone. Viene mostrata una ragazza nel suo appartamento che guarda alla finestra del suo palazzo, vicino ad un mobile pieno di farmaci. Il fidanzato si alza e la fa sdraiare a letto, rimuovendole la parrucca. Il che vuol dire che la ragazza ha un cancro, e il ragazzo, in una scena toccante e significativa, le bacia la fronte amorevolmente. Poi un'altra scena è quella di un bambino triste che vede i genitori litigare. Preso dalla tristezza, prende un mantello rosso, scappa nel tetto del grattacielo e si affaccia, con l'intenzione di buttarsi, provando a sentire la felicità che gli manca, e mentre sorride e si prepara a cadere, i genitori lo prendono e lo salvano. L'ultima scena correlata con le altre è quella di una ragazza e di un ragazzo, presumibilmente fidanzati, che litigano dentro una discoteca. La ragazza esce correndo, non si accorge della macchina che sta per travolgerla e rischia di morire, ma il fidanzato la prende per la giacca e la salva e assieme rimangono abbracciati nel mezzo della strada. Questa cosa nel video simbolizza la seconda chance che ha avuto il migliore amico di Kerli, così come l'ha avuta questa ragazza salvata dal fidanzato. La cantante, nel video del making of, ha detto: "Questo video musicale è completamente diverso dai miei precedentemente realizzati". Infatti nei precedenti video si vedevano immagini di fantasia con significati importanti per lei, mentre questo è più semplice, ma con gli stessi significati importanti.

## Accoglienza
Il brano è stato accolto molto positivamente, ma alcuni dei fan della cantante sono stati delusi dal fatto che abbia cambiato stile musicale, in quanto prima faceva canzoni più goth e pop rock mentre ora si dedica all'house, alla dubstep e a qualsiasi genere elettronico. La cantante ha risposto ai fan dicendo che se le melodie precedentemente realizzate erano tristi è per il fatto che lei stava passando un periodo buio, mentre ora, che ha avuto successo non è più in un periodo così difficile e così anche le canzoni sono diventate meno tristi.

## Tracce
Download digitale
1. The Lucky Ones – 3:51

Download digitale – Remixes EP
1. The Lucky Ones (Morgan Page Extended Club Remix) – 5:35
2. The Lucky Ones (Morgan Page Instrumental) – 5:35
3. The Lucky Ones (Rich Morel's Hot Sauce Mix) – 7:24
4. The Lucky Ones (Rich Morel's Hot Sauce Dub) – 7:03
5. The Lucky Ones (Hector Fonseca Club Mix) – 7:01
6. The Lucky Ones (Hector Fonseca & Tommy Love Trival Dub) – 6:07
7. The Lucky Ones (Syn Cole V.S. Kerli Club) – 6:20
8. The Lucky Ones (Syn Cole V.S. Kerli Dub - 6:20)
9. The Lucky Ones (tyDi Remix - 5:48)
10. The Lucky Ones (tyDi Dub - 5:47)
11. The Lucky Ones (Cole Plante Extended Remix) – 5:52
12. The Lucky Ones (Oliver Twizt Remix) – 5:23